# Amt Wiesloch

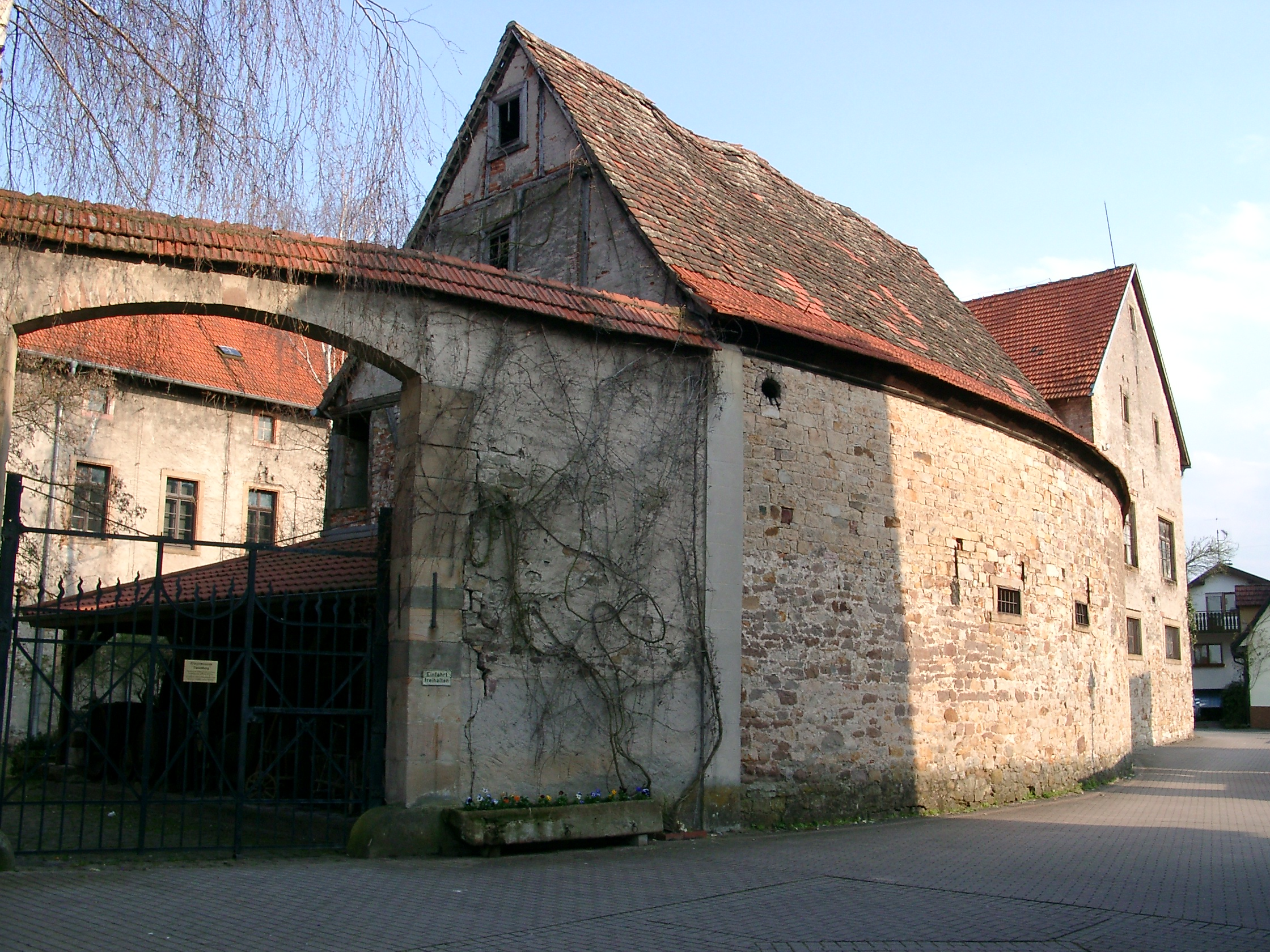
Schloss Rauenberg, Sitz des Amtsleiters

Das Amt Wiesloch war eine von 1803 bis 1804 bestehende Verwaltungseinheit im Land Baden während der napoleonischen Zeit.

## Lage
Das Gebiet des Amtes erstreckte sich mit seinem größeren nordöstlichen Teil auf die Einzugsbereiche von Leimbach und Waldangelbach und das Umland des Letzenbergs im nordwestlichen Kraichgau, im Südwesten griff es auf die zur Oberrheinischen Tiefebene zählende Kraichniederung über.

## Entstehung
Das Amt wurde aufgrund des Sechsten Edikts über die executive Landesadministration vom 9. März 1803 eingerichtet und war der Landvogtei Dilsberg unterstellt. Das Edikt war erlassen worden, um die Gebietsgewinne, die Baden aufgrund des Reichsdeputationshauptschlusses gemacht hatte, verwaltungsmäßig in den Staat zu integrieren.

## Ortschaften 1804
Mit drei Ausnahmen hatten die Ortschaften des Amtes zuvor unter kirchlicher Landeshoheit des Hochstifts Speyer gestanden. Zwei der Gemeinden besaßen Stadtrecht:
- Die Stadt Wiesloch mit 1554 Einwohnern war als Amtsort vorgesehen. Sie hatte zuvor zum Oberamt Heidelberg der aufgelösten Kurpfalz gezählt.
- Altwiesloch, ebenfalls kurpfälzisch, mit 185 Einwohnern.
- Rauenberg mit 652 Einwohnern. Im dortigen Schloss hatte der Amtsvorsteher seinen Sitz bezogen.
- Die Kleinstadt Rotenberg mit 243 Einwohnern.
- Mühlhausen mit 579 Einwohnern.
- Dielheim mit 672 Einwohnern.
- Balzfeld mit 170 Einwohnern.
- Horrenberg mit 311 Einwohnern.
- Eschelbach mit 704 Einwohnern hatte zuvor zum kurmainzischen Amt Hirschhorn gehört, war zunächst an Hessen-Darmstadt gefallen und über einen Tauschvertrag 1803 zu Baden gekommen.
- Malsch mit 805 Einwohnern.
- Malschenberg mit 289 Einwohnern.
- Rettigheim mit 368 Einwohnern.
- Mingolsheim mit 1175 Einwohnern.
- Das Schloss Kislau.
- Kronau mit etwa 306 Einwohnern.

## Spätere Entwicklung
Aufgrund von nicht näher benannten Hindernissen bei der Umsetzung der ursprünglichen Planung beschloss die badische Regierung 1804, das Amt umzustrukturieren: Wiesloch und Altwiesloch kamen zum Amt Oberheidelberg, der Rest firmierte als Amt Kislau mit Sitz im gleichnamigen Schloss und wurde der Landvogtei Michelsberg unterstellt.
Das Amt Kislau wurde 1809 aufgelöst, aus dem nordöstlichen Teil entstand das Stabsamt Rauenberg. Es bildete die Grundlage des 1810 errichteten Bezirksamts Wiesloch.